# Verzweigung Grüneck
De Verzweigung Grüneck is een knooppunt in Zwitserland. Op dit knooppunt bij Müllheim sluit de A23 aan op de A7.

## Configuratie
Het knooppunt is een onvolledig knooppunt.